# Ши-цу
Шишка, або ші-тсу (анг. Shih tzu) —  порода собаки. Відповідно до класифікації Міжнародної Кінологічної Федерації належить до 9 групи - "Собаки-компаньйони та тої"

## Історія
Ши-тцу вважається традиційно китайської собакою. Однією з родин ши-тцу вважається Тибет. В 1653 тибетський далай-лама подарував китайському імператорові кілька собак ши-цу, які перетворили ши-тцу в заборонену породу, що належить виключно імператорської сім'ї. Як подарунок імператор іноді дарував найбільш високопоставленим чиновникам саме ши-тцу. За деякими документами вважається, що в Тибет ши-тцу прийшли з Візантії на початку VII століття, тобто порода має європейське коріння. У точності батьківщина ши-тцу не з'ясована.
В Європу ши-цу повернувся завдяки норвезькому послу в Китаї наприкінці 1930-х років, з яким сука ши-цу на прізвисько Лейдзі дісталася в подарунок. Для того, щоб добитися потомства він використовував свої зв'язки і придбав ще пару псів ши-цу. Повернувшись на батьківщину, він зайнявся розвитком невідомої нікому в Європі породи.
Існує також легенда, що Будду супроводжував в дорозі маленький собачка (т. зв. «Ха-па»), готова в будь-який момент перетворитися на величезного лева для захисту господаря або для того щоб Будда їздив на ній. Вважається, що собачкою був саме ши-цу.
Перший клуб ши-цу був створений у Великій Британії в 1933 році, а перший сучасний стандарт розроблений в 1948 році.

## Характер

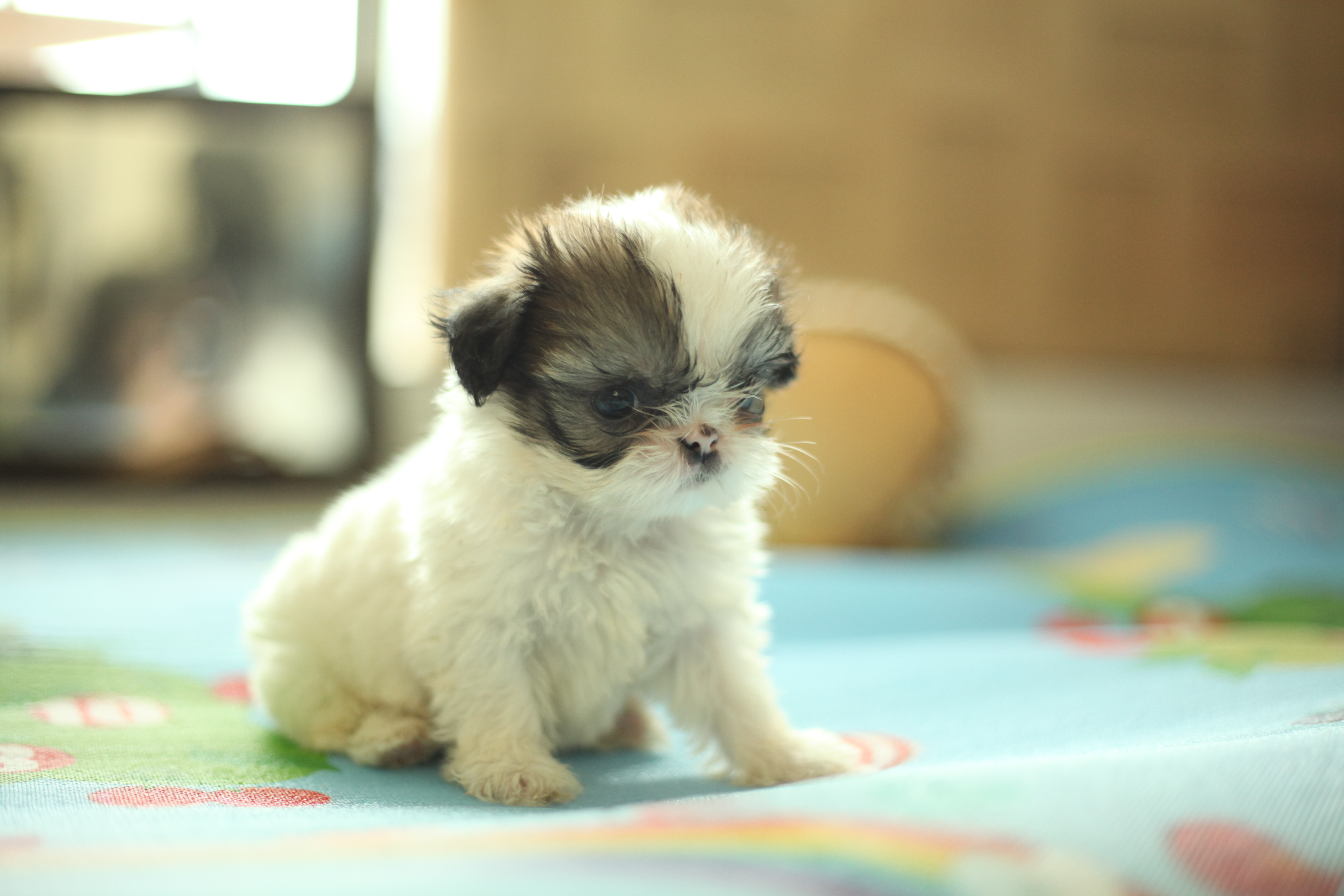
Зовсім невелике цуценя ши-цу

Собаки цієї породи, попри свій вкрай красивий, іграшковий і декоративний вигляд, не є декоративними. Ши-цу — собака-компаньйон з незвичайним характером. Для них у будинку частіше не буває яскраво вираженого господаря, вони поділяють любов між усіма членами сім'ї. Ши-тсу не люблять самотність і невідступно слідують за своїми господарями, куди б вони не пішли. Навіть заснувши, при будь-якому пересуванні господаря вони не лінуються прокинутися, встати та слідувати за господарем. Завдяки своїй прихильності до людей ши-цу є ідеальними супутниками для літніх і самотніх людей.
Ши-цу сильно прив'язані до людей, в житті вони звертають більше уваги та виявляють більшу цікавість до людей, ніж до собак.
Ши-цу є міцними собаками, мають міцну статуру, особливо якщо порівняти їх силові показники з собаками аналогічних розмірів. Попри свою будову, охоронними собаками вони не є через невеликі розміри та ласкавий і велелюбний характер.

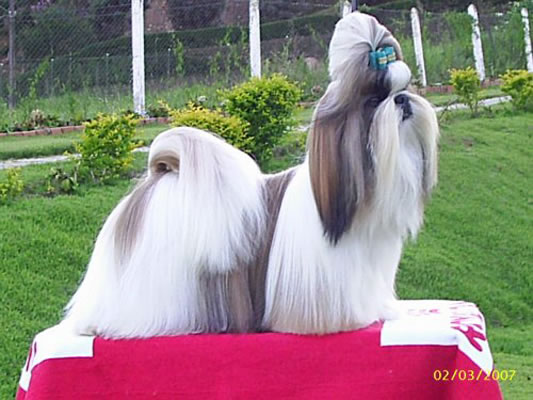
Ши-цу на виставці

### Цуценята
Цуценята та молоді ши-цу є хорошим супутником для маленьких дітей через те, що вони сприймають їх як собі подібних і прагнуть грати з ними. Ши-цу можуть бути домашніми собаками та не гуляти на вулиці, особливо в зрілому віці, коли їх довга шерсть може доставляти їм та їхнім власникам чималі клопоти та проблеми.
Ши-цу піддаються навчанню і можуть давати собі раду в лотку. Хоча часто ши-цу вважають мовчазними собаками, вони голосно гавкають, причому іноді з раннього віку. Коли господар залишає їх вдома на самоті, це зазвичай супроводжується скигленням і плачем, але не гавканням. Ши-цу дуже грайливі та здатні довго невтомно бігати та грати з господарем, хоча зустрічаються і більш спокійні.

## Зовнішній вигляд
Загальний вигляд: Міцний, добре покритий шерстю собака з зарозумілим виразом і мордою, що нагадує хризантему.

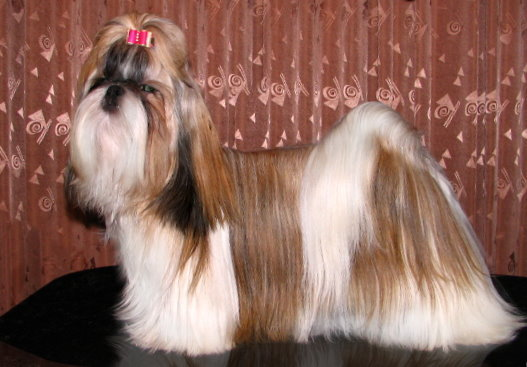
Типовий вигляд Ши-цу

Важливі пропорції: Відстань між холкою і підставою хвоста більше, ніж висота в холці.
Поведінка: Розумний, активний і уважний. Доброзичливий і незалежний собака.
Голова: Велика, округла, широка, широко розставлені очі. На голові копиця волосся, довгі борода і вуса, на носі — зростаюча вгору шерсть, яка і створює ефект хризантеми. Не заважає собаці бачити.
Перехід від чола до морди: Виражений.
Ніс: Чорний, але темно-коричневий у коричневих і з коричневими плямами. Кінчик мочки носа повинен знаходитися на одній лінії або трохи нижче краю нижньої повіки ока. Спинка носа пряма або злегка кирпата. Широко відкриті ніздрі. Опущена мочка носа вкрай небажана, також як і звужені ніздрі.
Морда: Досить широка, квадратна, коротка, без зморшок, пласка і покрита шерстю. Довжина близько 2,5 см від кінчика носа до стопа. Пігментація морди безперервна, наскільки можливо.
Губи: не сирі.

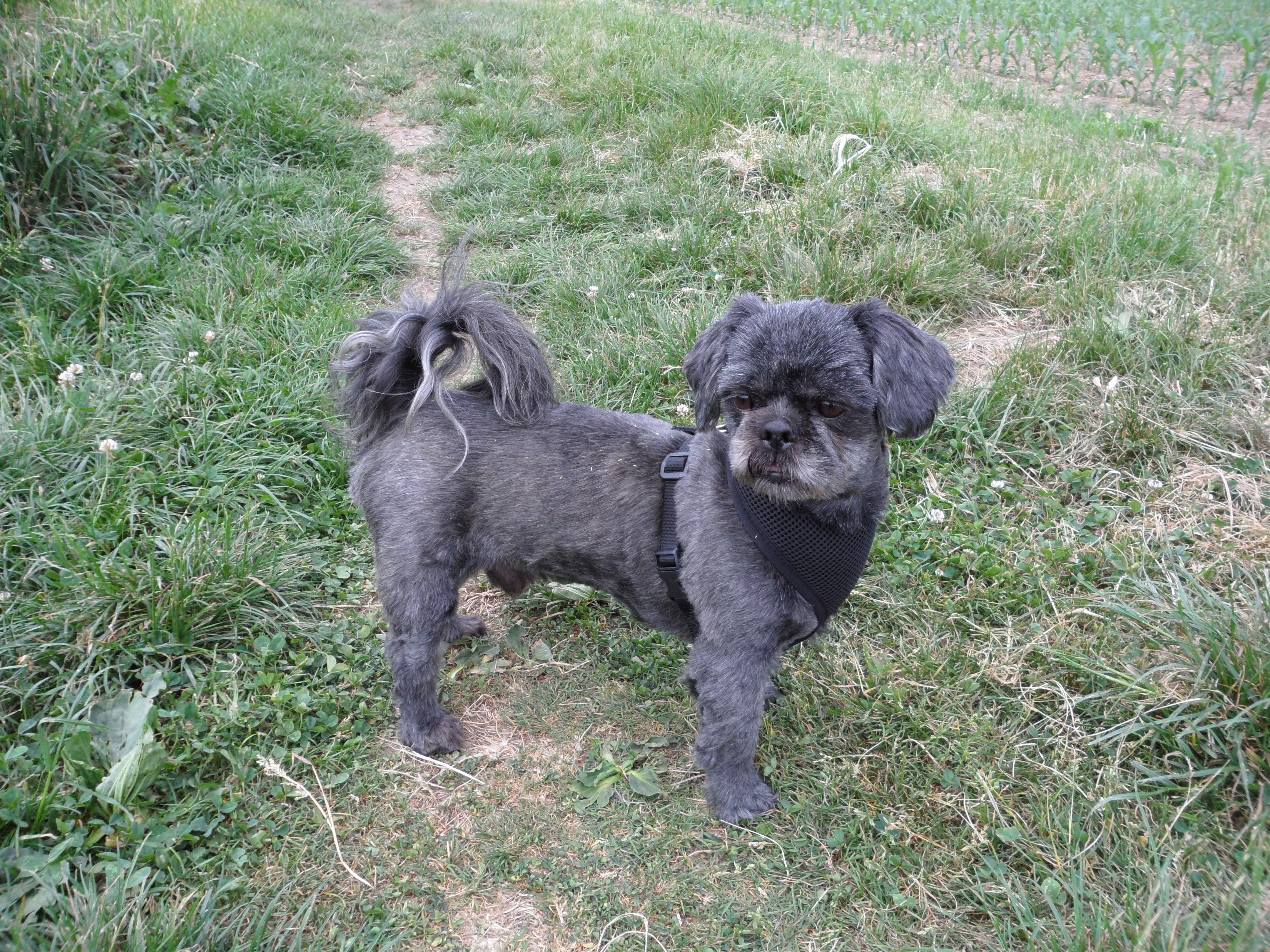
Чорний пес Ши-цу

Щелепи / Зуби: Щелепи широкі, невеликий перекус або прямий прикус (кліщовий прикус, з краю до краю).
Очі: Великі, темні, округлі, не опуклі, досить широко розставлені. З теплим виразом. У коричневих або з коричневими плямами собак допустимі світліші очі. Білки очей не видно.
Вуха: Великі, з довгим вушних полотном, висять. Посаджені трохи нижче верхівки, рясно вкриті волоссям, так що зливаються з шерстю на шиї.
Шия: Пропорційна, красиво вигнута. Достатньої довжини, щоб гордо тримати голову.
Корпус: Відстань між холкою і підставою хвоста більше, ніж висота в холці.
Спина: Пряма.
Поперек: Доброго зчеплення, міцна.
Груди: Широкі і глибокі, добре опущені.

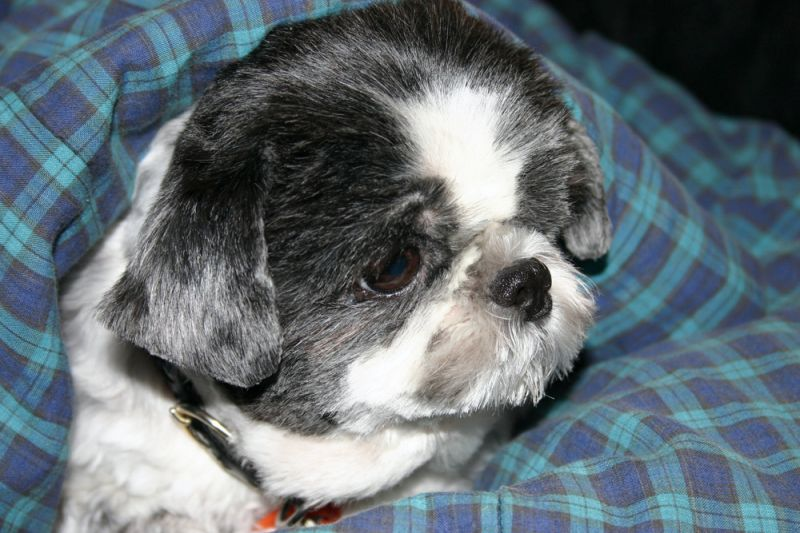
Цуценя

Хвіст: Розкішно одягнений, тримається весело закинутим на спину. Високо посаджений. У висоту приблизно на рівні черепа, що надає собаці збалансованість.
Плечі: Міцні, похилі назад.
Передпліччя: Ноги короткі і м'язисті з хорошим кістяком, прямі наскільки можливо, узгоджуються з широкою, добре опущеною грудьми.
Передні лапи: Округлі, міцні і рясно вкриті шерстю.
Загальний вигляд: Ноги короткі і м'язисті з хорошим кістяком. Прямі при огляді ззаду.
Стегна: Округлі і м'язисті.
Задні лапи: Округлі, міцні, з хорошими подушечками. Рясно вкриті шерстю.

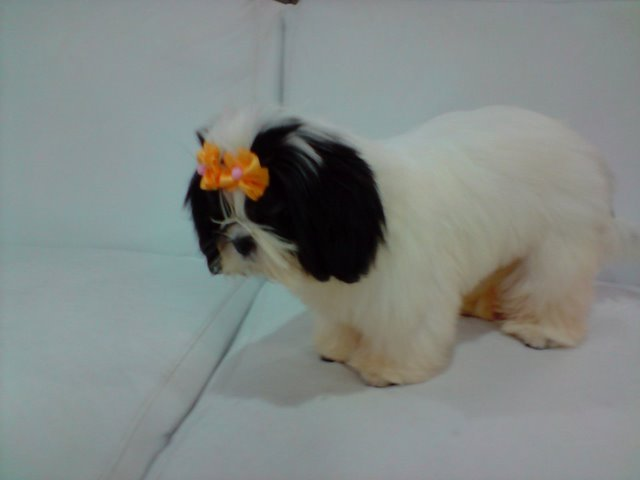
Майже повністю білий варіант забарвлення

Рухи: Гордовиті, плавні, передні ноги з хорошим вимахом вперед, сильний поштовх задніх ніг.
Структура: Волосся довге, щільне, не кучеряве, з помірним підшерстям, непухнасте. Легка хвиля допускається. Шерсть не заважає собаці бачити. Довжина вовни не повинна обмежувати руху.
Забарвлення: Можливі будь-які забарвлення, біла мітка на лобі і білий кінчик хвоста у плямистих забарвлень дуже бажані.
Розмір і вага: Висота в холці: не більше 27 см. Тип і характерні риси породи є найбільш важливими і не повинні приносити в жертву заради розміру. Вага: від 4,5 до 8,1 кг. Ідеальна вага 4,5-7,5 кг.
Недоліки: Будь-яке відхилення від вищевикладених пунктів повинне розглядатися, як недолік і каратися пропорційно ступеня вираженості і впливу на здоров'я собаки.

### Дискваліфікувальні вади
- Агресивність або боягузтво.
- Будь-який собака з фізичними або психічними аномаліями повинен бути дискваліфікований.
- Примітка: У псів повинні бути два розвинених насінники, повністю опущених в калитку.